# Anna Pogorilaya
Anna Alexeyevna Pogorilaya (em russo:  Анна Алексеевна Погорилая; Moscou, 10 de abril de 1998) é uma patinadora artística russa, que compete no individual feminino. Ela foi medalhista de bronze no Campeonato Mundial de 2016, conquistou uma medalha de prata e duas de bronze no Campeonato Europeu e medalhista de bronze em 2016 do campeonato nacional russo.

## Principais resultados
| Resultados | Resultados    | Resultados    | Resultados        | Resultados        | Resultados        | Resultados        | Resultados        | Resultados    | Resultados    | Resultados    | Resultados    | Resultados    |
| Internacional | Internacional | Internacional | Internacional     | Internacional     | Internacional     | Internacional     | Internacional     | Internacional | Internacional | Internacional | Internacional | Internacional |
| Evento/Temporada | 2010– 2011    | 2011– 2012    | 2012– 2013        | 2013– 2014        | 2014– 2015        | 2015– 2016        | 2016– 2017        | 2017– 2018    |               |               |               |               |
| --- | ------------- | ------------- | ----------------- | ----------------- | ----------------- | ----------------- | ----------------- | ------------- | ------------- | ------------- | ------------- | ------------- |
| Campeonato Mundial |               |               |                   | 4.ª               | 13.ª              | Medalha de bronze | 13.ª              |               |               |               |               |               |
| Campeonato Europeu |               |               |                   |                   | Medalha de bronze | Medalha de bronze | Medalha de prata  |               |               |               |               |               |
| GP Grand Prix Final |               |               |                   |                   |                   |                   | Medalha de bronze |               |               |               |               |               |
| GP Cup of China |               |               |                   | Medalha de ouro   |                   | 4.ª               |                   |               |               |               |               |               |
| GP NHK Trophy |               |               |                   |                   |                   | 9.ª               | Medalha de ouro   |               |               |               |               |               |
| GP Rostelecom Cup |               |               |                   |                   | Medalha de prata  |                   | Medalha de ouro   |               |               |               |               |               |
| GP Skate America |               |               |                   |                   |                   |                   |                   | WD            |               |               |               |               |
| GP Skate Canada International |               |               |                   |                   | Medalha de ouro   |                   |                   | 9.ª           |               |               |               |               |
| GP Trophée Éric Bompard |               |               |                   | Medalha de bronze |                   |                   |                   |               |               |               |               |               |
| CS Finlandia Trophy |               |               |                   |                   |                   |                   | Medalha de bronze |               |               |               |               |               |
| CS Mordovian Ornament |               |               |                   |                   |                   | Medalha de ouro   |                   |               |               |               |               |               |
| CS Ondrej Nepela Trophy |               |               |                   |                   |                   | Medalha de prata  |                   |               |               |               |               |               |
| Internacional – Júnior |               |               |                   |                   |                   |                   |                   |               |               |               |               |               |
| Campeonato Mundial Júnior |               |               | Medalha de bronze |                   |                   |                   |                   |               |               |               |               |               |
| JGP JGP Final |               |               | Medalha de bronze |                   |                   |                   |                   |               |               |               |               |               |
| JGP JGP Alemanha |               |               | Medalha de ouro   |                   |                   |                   |                   |               |               |               |               |               |
| JGP JGP Croácia |               |               | Medalha de bronze |                   |                   |                   |                   |               |               |               |               |               |
| Nacional |               |               |                   |                   |                   |                   |                   |               |               |               |               |               |
| Campeonato Russo |               |               | 5.ª               | 8.ª               | 4.ª               | Medalha de bronze | 4.ª               | WD            |               |               |               |               |
| Campeonato Russo – Júnior | 15.ª          | 13.ª          | 6.ª               |                   |                   |                   |                   |               |               |               |               |               |
| Equipes |               |               |                   |                   |                   |                   |                   |               |               |               |               |               |
| Japan Open |               |               |                   |                   | 1T/3P             |                   | 2T/4P             |               |               |               |               |               |
| |               |               |                   |                   |                   |                   |                   |               |               |               |               |               |
| Legenda: GP = Grand Prix; CS = Challenger Series; JGP = Grand Prix Júnior; WD = Abandonou; T = Posição da equipe; P = Posição individual; Competição não foi disputada nesta temporada |               |               |                   |                   |                   |                   |                   |               |               |               |               |               |